# Gewagtes Spiel (1983)
Gewagtes Spiel (Originaltitel: Stacy’s Knights; Alternativtitel: Die Rache der grauen Maus) ist ein US-amerikanischer Spielfilm aus dem Jahr 1983 mit Andra Millian und Kevin Costner in den Hauptrollen. Der Direct-to-Video-Film, der sich mit professionellem Kartenspiel beschäftigt, entstand unter der Regie von Jim Wilson nach einem Drehbuch von Michael Blake; eine Zusammenarbeit, welche später ebenfalls mit Costner den oscarprämierten Film Der mit dem Wolf tanzt hervorbrachte.

## Handlung
Die junge, schüchterne Stacy Lancaster ist eine leidenschaftliche Black-Jack-Kartenspielerin. Eines Tages begegnet sie Will Bonner, der sich in einem Spielcasino in Reno (Nevada) aufhält. Er beobachtet Stacy, die sehr viel Geschick beim Kartenspielen hat. Er ermutigt sie, sich als professionelle Kartenspielerin von ihm ausbilden zu lassen und es entwickelt sich auch eine Liebesbeziehung zwischen beiden. Weil Stacy über 20.000 $ gewinnt, stoppt sie der Casinobetreiber mit einem K.o-Schläger, einem falsch spielenden Croupier. Als Stacy die Karten sehen will, wird das Team aus dem Casino geworfen. Weil Will Drohungen ausstößt, wird er später von einem Schlägertrupp des Casinobetreibers von einer Brücke gestoßen und stirbt. Stacy stellt daraufhin ein Team von professionellen Kartenspielern zusammen und trainiert sie. Auf den Casinobetreiber setzt sie eine offenherzige Dame an, die Aussicht auf ein amouröses Abenteuer bietet, und erspielt währenddessen mit dem Team 660.000 $. Als die Casinoleute schließlich Jagd auf sie machen, flüchten sie mit ihrem Fahrzeug.

## Kritiken
Das Lexikon des internationalen Films schreibt, die Produktion versucht „seine Geschichte ohne die Mechanismen und Klischees des ‚großen‘ Hollywood-Kinos zu erzählen“, kommt „dabei allerdings selten über Fernsehspiel-Niveau“ hinaus.